# Густавия
Густавия (фр. Gustavia) — город, столица заморской общины Франции Сен-Бартельми, образовавшейся лишь в 2007 году (до этого Сан-Бартельми был отдалённым районом заморского департамента Гваделупы).
Население — 2300 жителей (2005) из 6,8 тыс. всей общины Сен-Бартельми.
Климат тропический, средняя температура июля составляет 29 °С со средним максимумом 32 °С, средняя температура января — 26 °С со средним минимумом 23 °С.
Назывался Carénage (Каренаж), своё нынешнее название город получил в честь шведского короля Густава III, когда Франция в 1785 году в обмен на права торговли в регионе уступила часть своих владений; в 1878 году Густавия в составе всего острова Сен-Бартельми опять перешла к Франции.
Основная отрасль экономики Густавии, как и всей общины — туризм.
Из достопримечательностей сохранились несколько англиканских церквей середины XIX века. Однако большинство жителей Густавии — католики.